# 轻中量级
轻中量级（英語：light middleweight），或称为初中量级（junior middleweight）、超沉量级（super welterweight），是搏击运动的体重级别之一。

## 拳击
拳击运动中轻中量级的划分标准为不超过147磅（66.7公斤）至154磅（69.9公斤）。该级别建立于1962年。詹弗兰科·罗西保持着该级别连续卫冕的纪录，共11次成功卫冕国际拳击联合会（IBF）轻中量级拳王。

### 现任轻中量级世界拳王
| 组织        | 日期           | 拳王            | 战绩           | 卫冕次数 |
| ----------- | -------------- | --------------- | -------------- | -------- |
| WBA（超级） | 2020年9月26日  | 傑梅爾·查洛     | 35-1-1 (19 KO) | 2        |
| WBA（常规） | 2019年8月31日  | 埃里斯蘭迪·拉臘 | 29-3-3 (17 KO) | 1        |
| WBC         | 2019年12月21日 | 傑梅爾·查洛     | 35-1-1 (19 KO) | 3        |
| IBF         | 2020年9月26日  | 傑梅爾·查洛     | 35-1-1 (19 KO) | 2        |
| WBO         | 2022年5月14日  | 傑梅爾·查洛     | 35-1-1 (19 KO) | 0        |

## 踢拳
根据国际踢拳联合会规定，超沉量级划分标准为147.1磅至153磅（66.9公斤至69.5公斤），而轻中量级的划分标准为153.1磅至159磅（69.6公斤至72.3公斤）。